# おい、太宰

『三谷幸喜「おい、太宰」』（みたにこうきおい、だざい）は、2025年6月29日からWOWOWのドラマWとして放送されている三谷幸喜監督・脚本によるワンショットフィルム（英語: One-shot film）。「short cut」「大空港2013」に続く「完全ワンシーンワンカットドラマ」第3弾。テレビ放映、ネット配信に続いて2025年7月11日から上映され、劇場版ではテレビドラマ版とは別のエンディングが付け加えられた。監督・出演者による副音声上映も行われた。
三谷監督は僕が考える理想的なワンシーンワンカットは舞台と映像の面白さのいいとこ取り。演劇的ですが演劇では絶対できない面白さがあり、こういうドラマは他にはありませんとコメントしている
。ヒッチコック作品等を例にワンショットフィルムが持つ魅力について語っている。

## ストーリー
倦怠期まっただ中の夫婦、構成作家の小室健作（田中圭）と妻・美代子（宮澤エマ）は、友人の結婚式の帰り道で迷子になる。道を尋ねた漁師（梶原善）が示したバス停の名前は健作が愛してやまない文豪・太宰治が初めて心中を図ったという「八里ガ浜」。太宰ゆかりの地だと独りではしゃぐ健作が浜辺の洞窟を抜けた先で出会ったのは、なんと昭和五年心中当日の太宰治（松山ケンイチ）とその恋人の矢部トミ子（小池栄子）であった。タイムトラベラー健作は天真爛漫なトミ子に心を奪われてしまう。過去を変えれば、現在が壊れる可能性があるのは百も承知の上で、健作は彼女を救出しようと奮闘をはじめるが・・・。

## キャスト
- 小室健作：田中圭
- 矢部トミ子：小池栄子
- 小室美代子：宮澤エマ
- 打雷次郎：梶原善
- 太宰治：松山ケンイチ

## エピソード
1週間の稽古を経て5日で撮影された。ワンシーンワンカット3作目であるが、撮影監督の山本英夫は「『大空港2013』の大変さが高尾山だとしたら、今回はアルプス山脈くらい大変だ」と述べたという。1人3役を演じた梶原善も「3回目(おい、太宰)が凄く大変だったんです」と述べた。
太宰治のセリフは太宰を演じた松山ケンイチによって青森の言葉へ直された。

## スタッフ
- 監督と脚本：三谷幸喜
- 撮影：山本英夫
- 録音：瀬川徹夫
- 美術：坪井一春
- 衣裳統括：宇都宮いく子
- 音楽：荻野清子
- VFXスーパーバイザー：田中貴志
- カラーグレーダー：齋藤精二
- 音響効果：倉橋静男
- スクリプター：山縣有希子
- 助監督：是安祐
- 制作担当：斉藤大和
- 企画：徳田雄久
- アソシエイトプロデューサー：大瀧亮
- 宣伝：高橋敏江
- プロデューサー：山田雅樹、村松亜樹、石塚紘太、森賢正
- アソシエイトプロデューサー：大瀧亮
- 制作協力：エピスコープ
- 製作著作：WOWOW